# اچ‌ام‌اس توربولنت (اس۸۷)
اچ‌ام‌اس توربولنت (اس۸۷) (به انگلیسی: HMS Turbulent (S87)) یک زیردریایی است که طول آن ۸۵٫۴ متر (۲۸۰ فوت) می‌باشد. این زیردریایی در سال ۱۹۸۲ ساخته شد.